# Pfeilflecken-Kräutereule

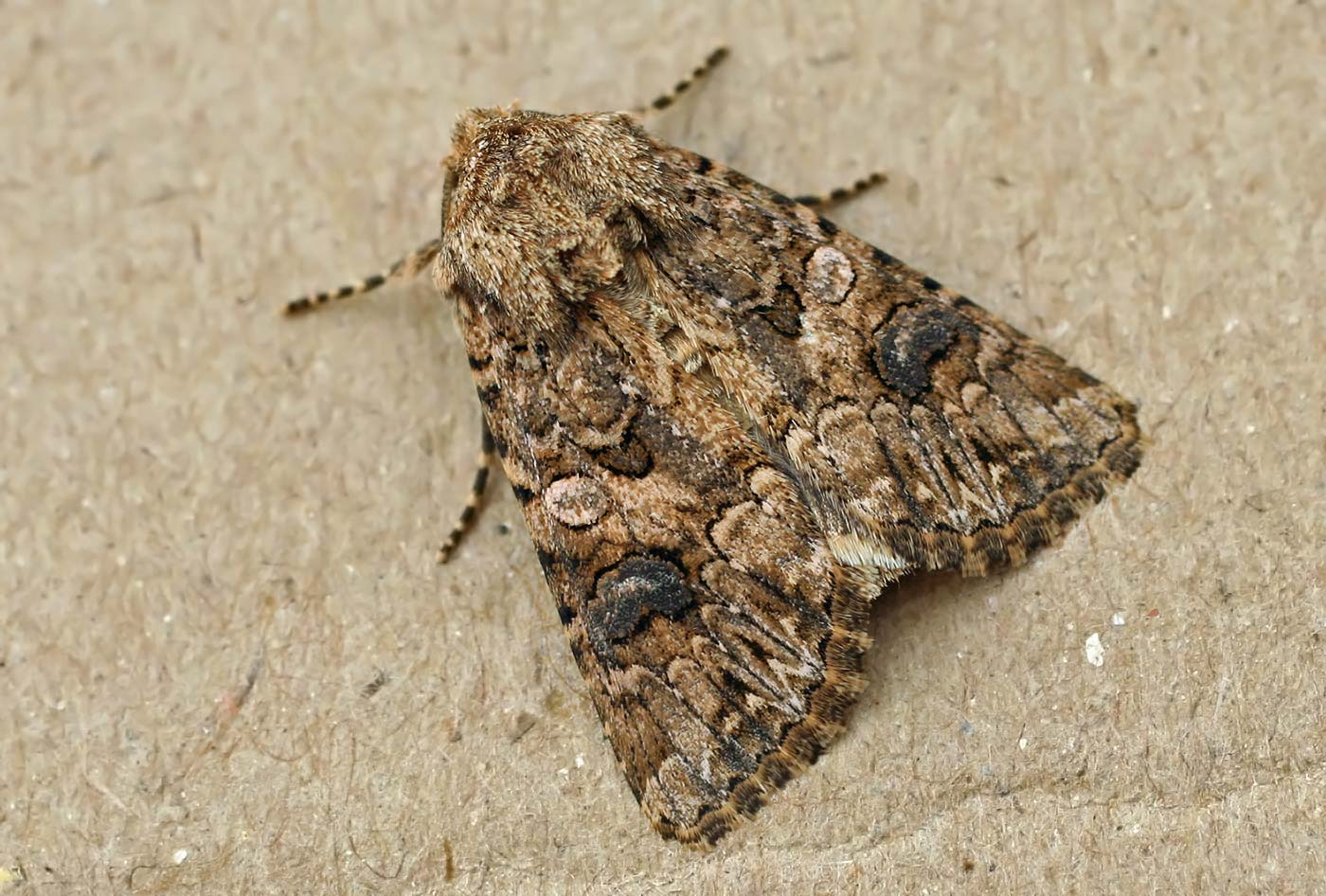
Rötlich braune Farbvariante
der Pfeilfleck-Kräutereule

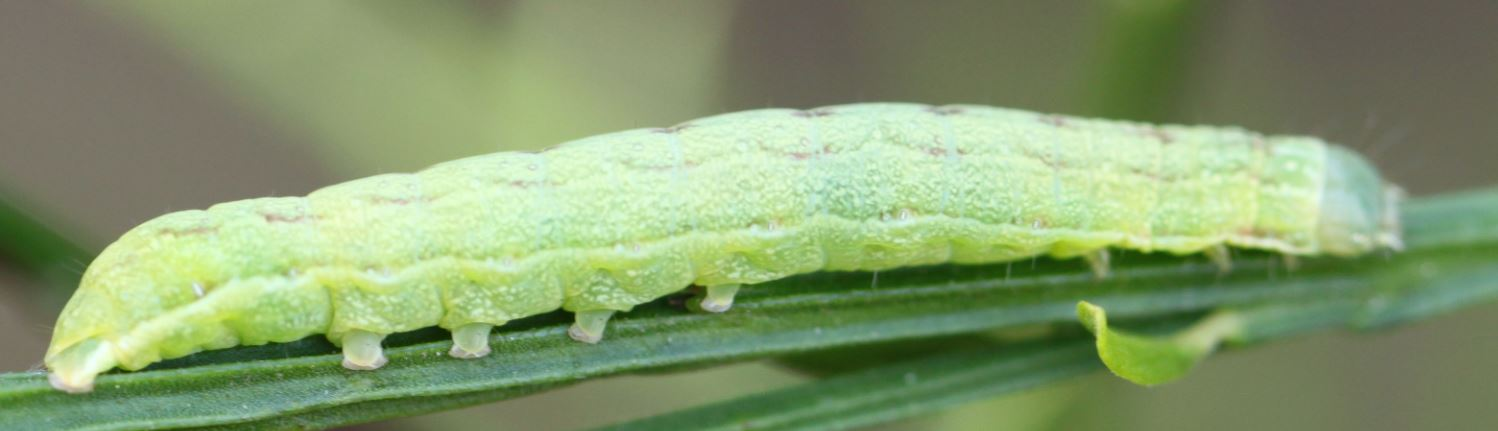
Raupe

Die Pfeilflecken-Kräutereule (Lacanobia (Dianobia) contigua), auch als Lichtwald-Blättereule bezeichnet, ist ein Schmetterling (Nachtfalter) aus der Familie der Eulenfalter (Noctuidae).

## Merkmale

### Falter
Die Flügelspannweite der Falter beträgt 32 bis 39 Millimeter. Die Vorderflügel enthalten eine Mischung aus braunen, grauen und schwärzlichen Färbungen. Zuweilen sind sie auch leicht rotbraun überstäubt. Nieren- und Ringmakel sind groß und auffällig. Typischerweise ist die Ringmakel weißlich, die Nierenmakel rotbraun gefüllt. Unter der Ringmakel zieht sich oftmals ein gelbweißer Schrägwisch bis zum Innenwinkel, der in der Mitte oft bräunlich unterbrochen ist. In der hellen Wellenlinie ist ein bis zum Saum reichendes W-Zeichen erkennbar. Von diesem gehen nach innen gerichtete, schwarze Pfeilflecke aus. Die Hinterflügel sind zeichnungslos weißgrau bis graubraun, nach außen hin etwas verdunkelt, lediglich die dunklen Adern treten deutlicher hervor.

### Ei, Raupe, Puppe
Das halbkugelige Ei besitzt kräftig hervortretende Rippen. Es ist bräunlich grau und zeigt eine graue Mittelzone. Die Färbung der Raupen variiert von grünlich bis zu gelblich oder bräunlich. Erwachsene Tiere besitzen eine unterbrochene rötliche Rückenlinie sowie rotbraune Schrägstriche. Außerdem zeigen sie undeutliche Seitenstreifen sowie weiße Stigmen, die schwarz gesäumt sind. Der grüne Kopf weist zwei dunkle Linien auf. Die rotbraune Puppe hat eine schwach geteilte Kremasterspitze.

### Ähnliche Arten
Die Graufeld-Kräutereule (Lacanobia (Lacanobia) w-latinum) unterscheidet sich durch folgende Merkmale:
- Flügelspannweite in der Regel größer (36 bis 41 Millimeter),
- Postdiskalregion breit grau angelegt,
- Ringmakel meist graubraun gefüllt,
- gelbweißer Schrägwisch zum Innenwinkel fehlt,
- W-Zeichen in der Wellenlinie stärker und Pfeilflecke schwächer ausgebildet,
- Hinterflügel etwas dunkler gefärbt.

## Geographische Verbreitung und Lebensraum
Die Art ist in Europa weit verbreitet und dehnt sich durch die gemäßigte Zone bis Ostasien (einschließlich Japan) aus. In den Alpen steigt sie bis auf eine Höhe von etwa 2000 Metern. Hauptlebensraum sind lichte Wälder sowie buschige Heidegebiete und Sandrasenflächen mit Strauchbewuchs.

## Lebensweise
Die Falter sind nachtaktiv, fliegen von Mai bis August, saugen gelegentlich an den Blüten von Schmetterlingsflieder (Buddleja davidii), erscheinen gern an künstlichen Lichtquellen und gelegentlich auch an Ködern. Die Raupen leben von August bis September. Sie ernähren sich von den Blättern unterschiedlichster Pflanzen, beispielsweise von Brombeeren (Rubus), Heidelbeeren (Vaccinium myrtillus), Schlehdorn (Prunus spinosa), Besenginster (Cytisus scoparius), Besenheide (Calluna vulgaris), Hänge-Birke (Betula pendula) und anderen. Die Art überwintert als Puppe.

## Gefährdung
Die Pfeilflecken-Kräutereule wird auf der Roten Liste gefährdeter Arten als nicht gefährdet geführt.

## Systematik
Die Gattung Lacanobia wird von Hacker et al. (2002) in drei Untergattungen aufgeteilt. Lacanobia contigua wird zur Nominatuntergattung Dianobia gestellt.